# École supérieure d'art et design Le Havre-Rouen
L'École supérieure d'art et design Le Havre-Rouen (ESADHaR) est un établissement supérieur d'enseignement artistique public composé de deux campus, l'un situé au Havre, l'autre à Rouen.

## Histoire

### Rouen

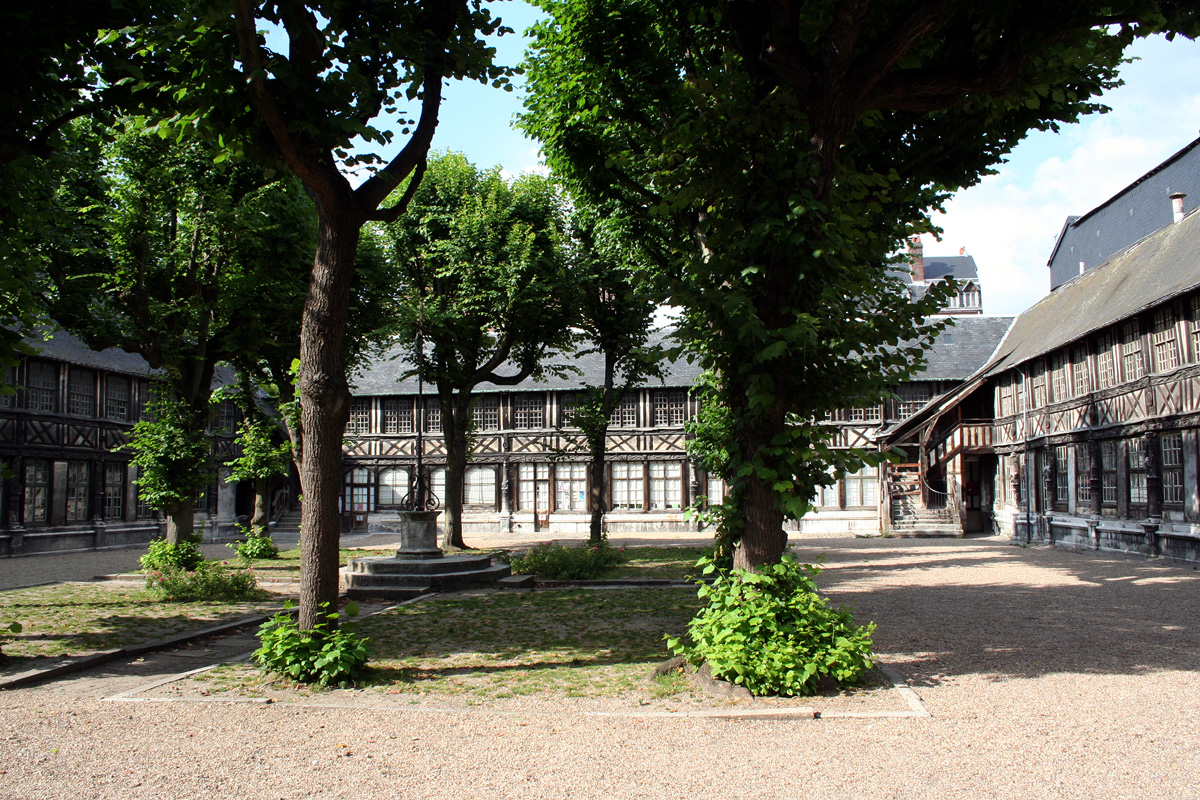
Les anciens bâtiments de l'École régionale des beaux-arts à Rouen.

L'école régionale d'art de Rouen a été créée par le peintre Jean-Baptiste Descamps en 1741 et a bénéficié d'une reconnaissance officielle en 1750. Fermée pendant la Révolution, l'école est rouverte en 1804. L'école et l'atelier de Philippe Zacharie, installés dans le musée des antiquités de Rouen, sont victimes d'un incendie le 21 avril 1894. L'école déménage ensuite pour s'installer place de la Haute-Vieille-Tour. Après les bombardements de la Seconde Guerre mondiale, l'école déménage provisoirement à l'Aître Saint-Maclou, un ancien charnier des pestiférés du Moyen Âge. Cet état provisoire s'avérera pour le moins durable puisque l'école restera installée dans ce lieu pittoresque mais peu adapté pendant près de 70 ans, c'est-à-dire jusqu'à l'été 2014, pour s'installer dans un ancien collège du quartier de la Grand’Mare.
En février 2018, face à des problèmes financiers importants, la ville de Rouen a annoncé transférer la gestion de l'école à la Métropole Rouen-Normandie.

### Le Havre

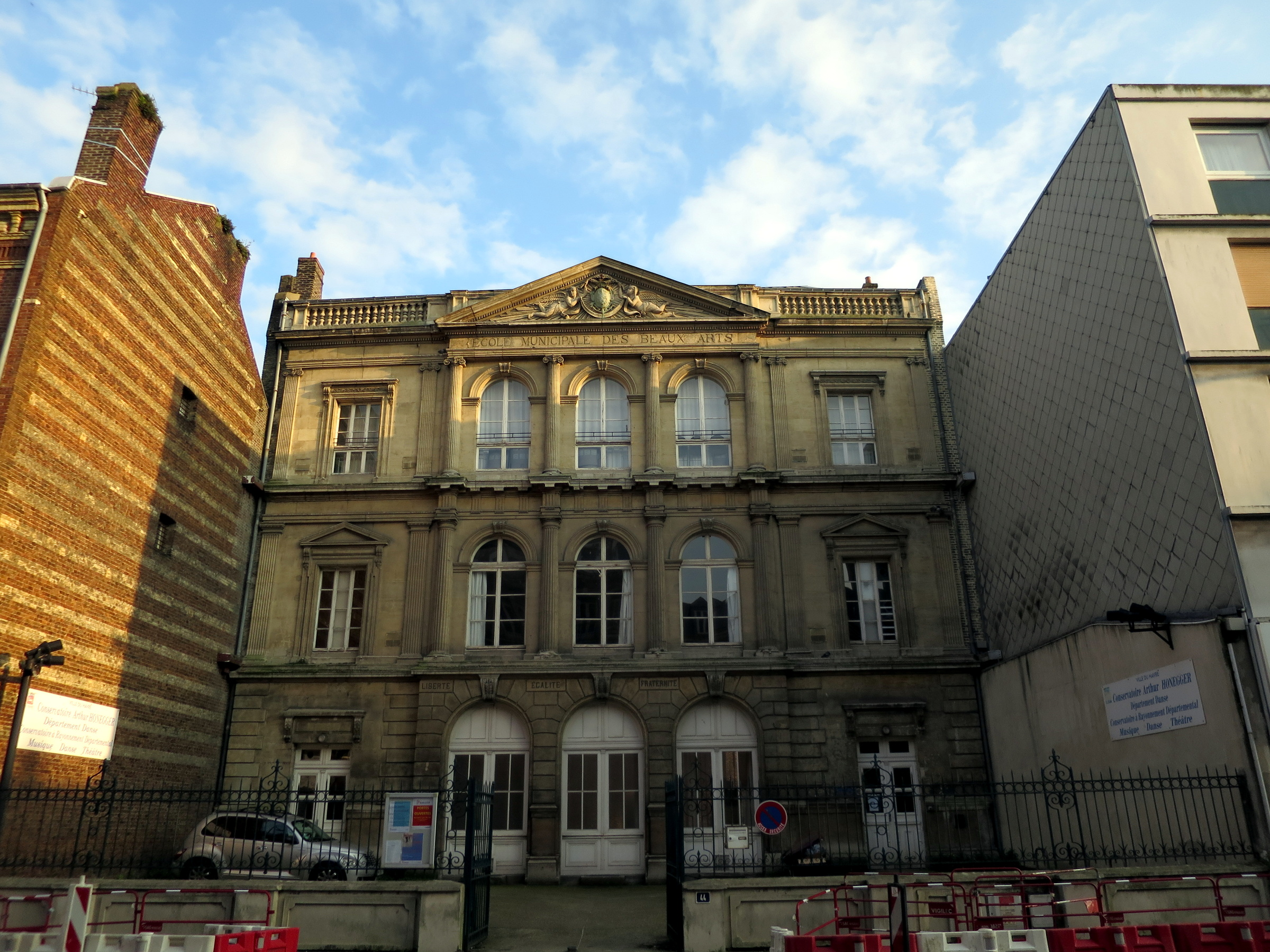
Les anciens bâtiments de l'École des beaux-arts du Havre, rue Jules-Lecesne (entre 1881 et 1927). Aujourd'hui, ce bâtiment est une annexe du conservatoire Arthur Honegger

L'école gratuite de dessin et d'architecture du Havre est créée le 15 frimaire de l’an IX (6 décembre 1800), sur proposition du citoyen Antoine-Marie Lemaître, architecte de la ville. Si le citoyen Lemaître (1768-1809) n'a pas marqué l'Histoire de l'art, son nom a été rendu célèbre par son fils, Antoine Louis Prosper Lemaître, dit Frédérick Lemaître, né quelques mois plus tôt le 29 juillet 1800 et qui deviendra un des acteurs les plus renommés du XIXe siècle. À sa fondation, l'école est protégée par le premier consul Bonaparte,.
L'école gratuite de dessin du Havre ferme en 1811, après la mort de Lemaître, pour ouvrir à nouveau en 1824. Ses locaux sont successivement situés rue de Bordeaux (à l'angle de la rue Caroline), rue Bernardin-de Saint-Pierre, rue de la Mailleraye, puis, en 1881, dans l'ancien temple maçonnique du 44 de la rue Jules-Lecesne. En 1927, elle déménage rue Anatole-France, puis en 1973, dans une école primaire désaffectée de la rue Dumé-d'Aplemont. À la fin des années 1980, de nouveaux locaux sont construits dans le but d'accueillir l'école, au 65 de la rue Demidoff. Le bâtiment est inauguré en 1991.

### L'union des deux écoles
Suivant un mouvement national de regroupements d'écoles d'art sous le statut d'établissement public de coopération culturelle, les villes du Havre et de Rouen ont manifesté la volonté de réunir administrativement leurs deux écoles, qui n'en forment à présent plus qu'une seule, répartie sur deux campus depuis le 29 décembre 2010. Le campus de Rouen a un département « art », celui du Havre dispose d'un département « art », d'un département « design graphique » et d'un master de création littéraire, créé en association avec l'université du Havre. Les services administratifs communs aux deux sites sont essentiellement regroupés sur le site de Rouen. La quasi-totalité des enseignants et des étudiants ne sont rattachés qu'à un site ou à l'autre, mais des échanges ont régulièrement lieu dans le cadre de workshops, de jurys ou de projets de recherche.
Cet établissement est placé sous la tutelle pédagogique du ministère de la Culture et de la Communication. Il est principalement financé par les Villes de Rouen (remplacée en 2018 par la Métropole Rouen-Normandie) et du Havre, l’État et la région Normandie. L’ESADHaR est membre associé de la COMUE Normandie Université, membre de la conférence de l'enseignement supérieur de l'agglomération de Rouen, ainsi que de la conférence havraise des établissements d'enseignement et de recherche du supérieur.
En 2021, Thierry Heynen, qui était directeur général de l'établissement depuis sa création en 2010 (et qui avait été directeur de l'école d'art du Havre depuis 2005) quitte ses fonctions et est remplacé par Ulrika Byttner.

## Enseignement

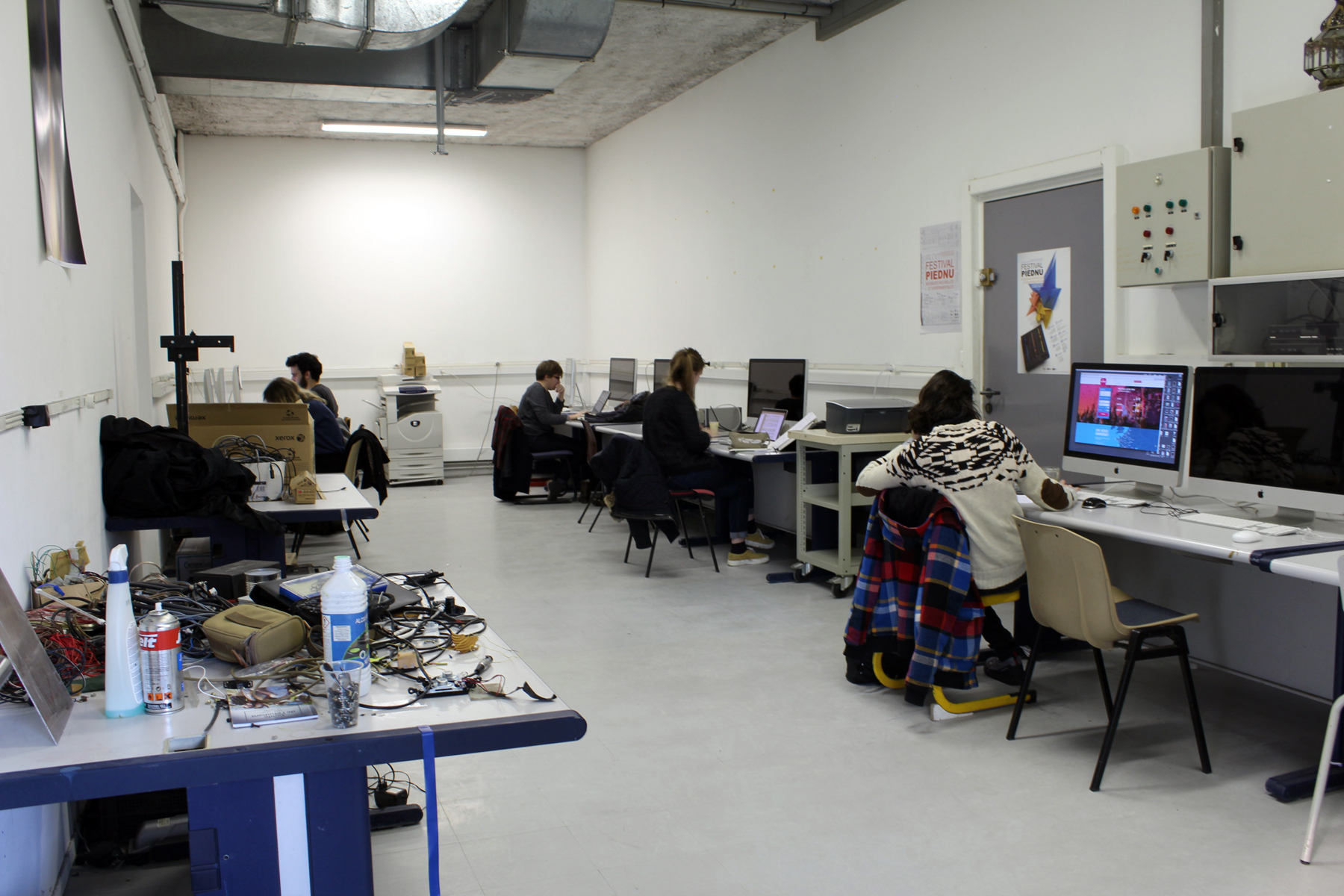
La salle vidéo du campus du Havre.

Comme toutes les écoles supérieures territoriales d'art, l'Esadhar propose un premier cycle sur trois ans menant au Diplôme national d'art (DNA), en Art sur le site de Rouen, et en Design sur le site du Havre.

Un second cycle mène à la soutenance d'un Diplôme national supérieur d'arts plastiques, toujours en Arts à Rouen et en Design au Havre, où les étudiants se voient proposer trois parcours : Design édition ; Design numérique ; et enfin Art/média/environnement.

Par ailleurs, depuis 2012, l'Esadhar et le département lettres de l'université du Havre proposent un Master de création littéraire sur deux ans. 

Enfin, au sein d'un collège dont sont aussi membres l'École nationale supérieure d'architecture de Normandie, ésam caen et l’école doctorale 558, l'Esadhar porte un programme de doctorat en création artistique.
L’ESADHaR propose aussi des formations complémentaires :
- certificat de médiation culturelle ;
- certificat de didactique d’enseignement artistique ;
- diplôme universitaire médiation art contemporain avec l’université du Havre.

La recherche se déploie au sein d’un laboratoire intitulé ESADHaR RECHERCHE qui rassemble une dizaine de groupes de recherche (EDITH, le Cabinet des écarts singuliers, EDGAR, VOIR, CLUB, IDeA, Réseau Peinture, Mapping…).
Des étudiants de l'EsadHaR participent régulièrement au festival annuel d'art monumental Un été au Havre : Emma Ertzcheid (Coup de vent), Arthur Gosse (La lune s'est posée au Havre), Lorène Dengoyan (Les optimists), Baptiste Leroux (Shell), Antoine Dieu (Cabanes de plage), Alice Baude (H20=$). Ces travaux, ainsi que des projets non-réalisés issus d'étudiants de l'école ont donné lieu à une exposition rétrospective au Théâtre de l'hôtel de ville du 15 au 30 novembre 2023.

## Personnalités ayant enseigné ou étudié sur le campus de Rouen

### Historique des anciens directeurs du campus de Rouen

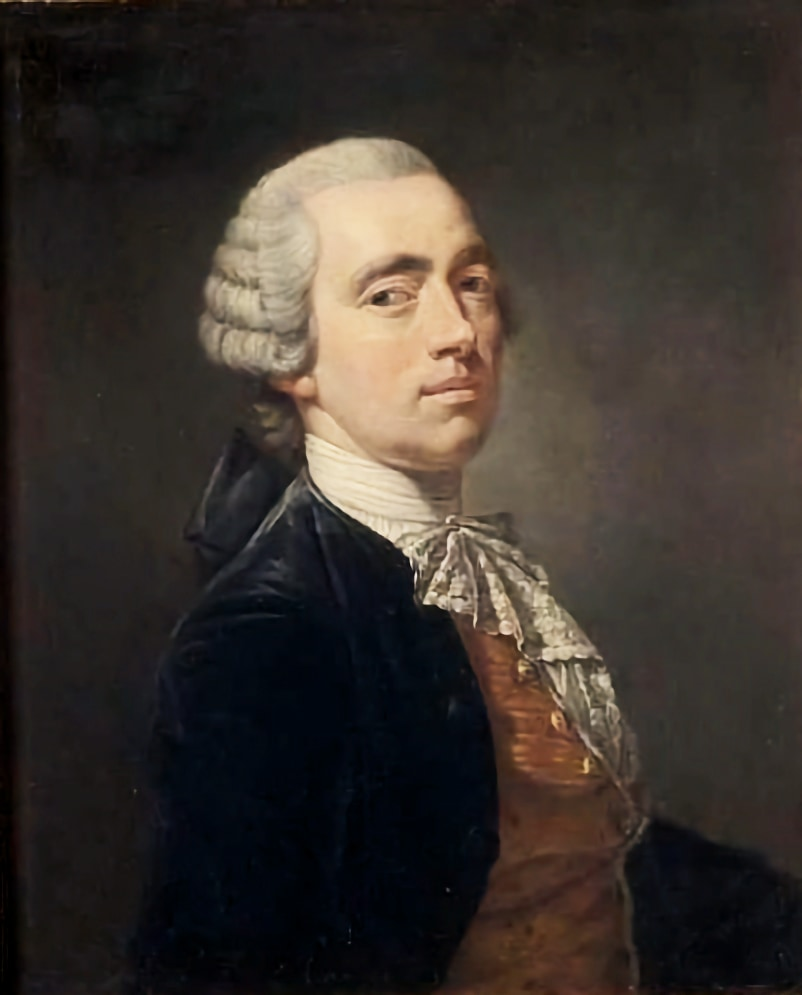
Jean-Baptiste Descamps, Autoportrait (vers 1762), musée des Beaux-Arts de Rouen. Le fondateur de l'École des beaux-arts de Rouen.

| directeur                   | Période de direction |
| --------------------------- | -------------------- |
| Jean-Baptiste Descamps      | 1741                 |
| Eustache-Hyacinthe Langlois |                      |
| Gustave Morin               | ??? - 1880           |
| Edmond Lebel                | 1880 - 1898          |
| Victorien Lelong            | 1898 - 1936          |
| Édouard Delabarre           | 1936 - 1944          |
| Francois Herr               | 1945 - 1976          |
| Bernard Venot               | 1977 - 1983          |
| Guy Marloi                  | 1984 - 1985          |
| Robert Savary (honoraire)   | 1985 - 1987          |
| François Lasgi              | 1987 - 2011          |
| Thierry Heynen              | 2011 - 2021          |
| (Intérimaire)               | 2021 - 2022          |
| Ulrika Byttner              | 2022 -               |

### Enseignants actuel du campus de Rouen
- Béatrice Cussol
- Dominique De Beir
- Edouard Prulhière
- Miguel-Angel Molina
- Jason Karaindros
- Tania Vladova
- Sophie Dubosc
- Elise Parré
- Eric Helluin
- Sébastien Montéro
- Freid Lachnowicz
- Patrick Galais
- Edith Doove
- Corinne Laoues
- Lionel Bayol-Thémine
- Anne Leméteil
- Katja Gentric
- Jean-Paul Berrenger
- Manuel Lefebvre

### Anciens enseignants du campus de rouen
- Jean-Baptiste Descamps (directeur)
- Eustache-Hyacinthe Langlois (directeur)
- Gustave Morin (directeur)
- Edmond Lebel (directeur)
- Victorien Lelong (directeur)
- Édouard Delabarre (directeur)
- Francois Herr (directeur)
- Bernard Venot (directeur)
- Guy Marloi (directeur)
- Robert Savary  (directeur)
- François Lasgi (directeur)
- Thierry Heynen (directeur)
- Juliette Billard
- Henri Lucien Joseph Buron
- Florence Chevallier
- Pierre Chirol
- Georges Conrad
- Raymond Dendeville
- Philippe Garel
- Alphonse Guilloux
- Charles Le Carpentier
- René Leleu
- Guy Lemonnier
- Hyppolite Madelaine
- Jacques Poli
- Philippe Richard
- Christian Sauvé
- Léon de Vesly
- Jacques Villon
- Philippe Zacharie
- Georges Ruel
- Léon-Ephrem de Vesly
- Pierre Chirol

### Anciens élèves du campus de Rouen
- Daniel Authouart, peintre
- Michel Bassompierre, sculpteur animalier
- Léonard Bordes, peintre
- Georges Bradberry, peintre
- Georges Breuil, peintre
- Michel Clatigny, auteur de bande dessinée[9]
- Florence Cestac, autrice de bande dessinée, éditrice
- Yves Crenn, peintre
- Henry Dannet, peintre
- Suzanne Duchamp, peintre
- Frédéric Dumouchel, peintre
- Malachi Farrell, plasticien
- Charles Fréger, photographe
- Louis Gagez, peintre
- Pierre Gautiez, peintre
- Lucien Genin, peintre
- Henri Godbarge
- Vincent Gontier, sculpteur
- Narcisse Guilbert, peintre
- Gunnar Hansen, céramiste sculpteur
- Josette Hébert-Coëffin, sculptrice et graveuse
- Narcisse Hénocque
- Jean-Pierre Houël, graveur, dessinateur et peintre
- Magdeleine Hue, peintre
- Franck Innocent, peintre
- Georges Lanfry, entrepreneur
- Jean-Marc Lange, peintre
- Pierre-Gérard Langlois, peintre et lithographe
- Étienne de La Vallée-Poussin
- Jean-Yves Lechevallier, sculpteur
- Pierre Le Trividic, peintre céramiste
- David Liaudet, lithographe, enseignant
- Maurice Louvrier, peintre
- Ladislas Mandel, typographe
- Paul Mascart, peintre
- Laszlo Mindszenti, peintre
- Georges Mirianon, peintre
- Gustave Moïse, peintre
- Valéry Müller, peintre paysagiste et caricaturiste
- Michel Ocelot, réalisateur de films d’animation
- Marcel Peltier, peintre et lithographe
- Robert Antoine Pinchon, peintre
- Raylambert, illustrateur
- Étienne Robial, typographe
- René Sautin, peintre
- Christian Sauvé, peintre
- Philippe Terrier-Hermann, artiste
- Stéphane Thidet, plasticien
- Jean-Baptiste Tierce, peintre
- Roger Tolmer, peintre

## Personnalités ayant enseigné ou étudié sur le campus du Havre

### Enseignants actuels du campus du Havre
- Frédéric Forte
- Jean-Noël Lafargue
- Nicole Caligaris
- Vanina Pinter
- Stéphane Trois Carrés
- HeHe (Helen Evans et Heiko Hansen)

### Anciens enseignants sur le campus du Havre
- Antoine-Marie Lemaître (fondateur, 1768-1809)
- Jean-Paul Albinet
- André Chapuy (directeur)
- Nina Childress
- Albert Copieux (directeur, 1947-1955)
- Jean-Michel Géridan
- Laure Limongi
- Charles Lhuillier (directeur)
- Albert Naef
- Francis Marshall
- François Martin

### Anciens élèves du campus du Havre
- Jules Ausset
- Georges Braque
- Pierre Carron

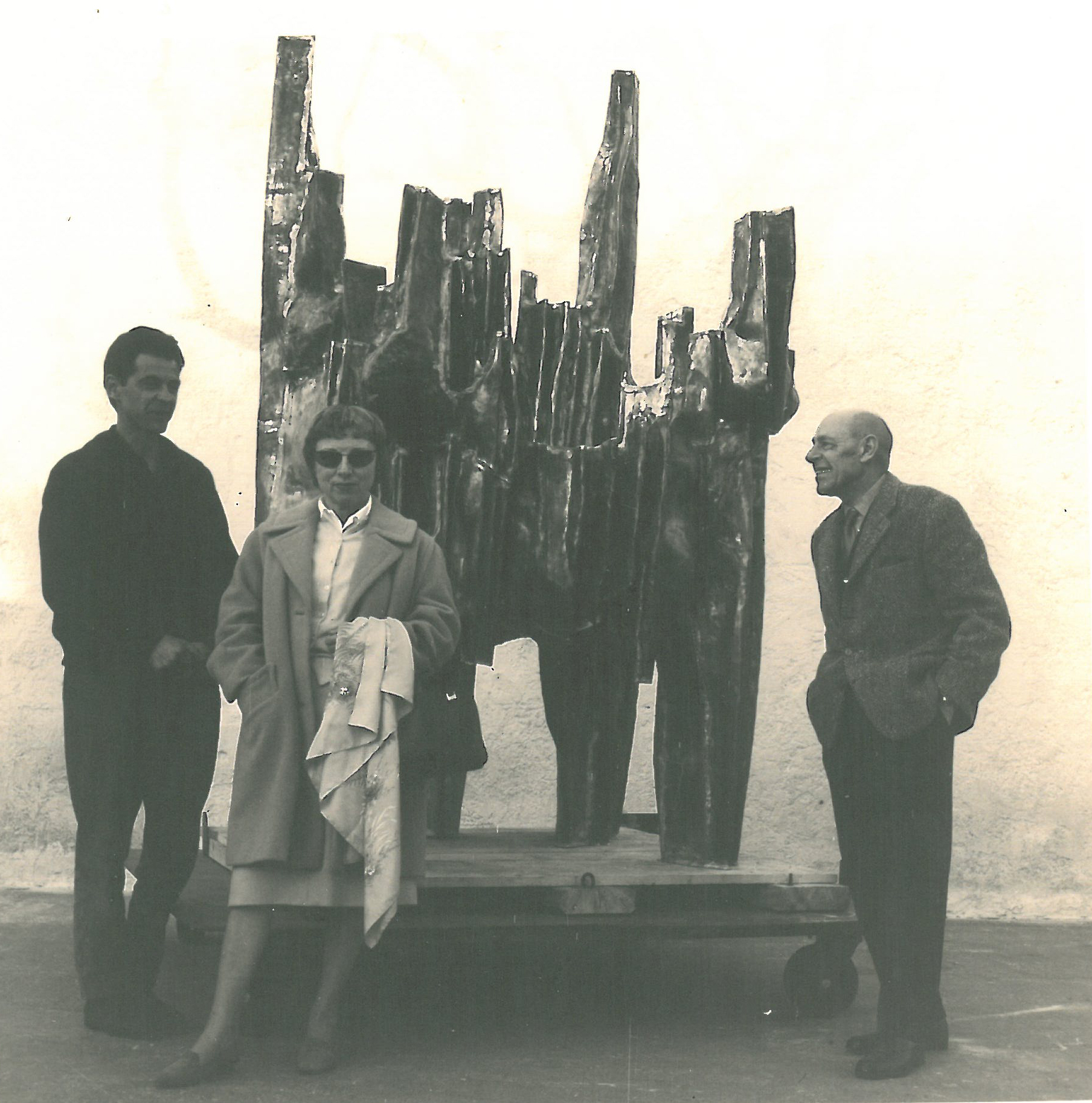
Jean Dubuffet (à droite), est un ancien étudiant de l'École des beaux-arts du Havre.

- Lucy Citti Ferreira (1911-2008), élève de 1930 à 1932
- Jean Dubuffet
- Raoul Dufy
- George Dupin
- Othon Friesz
- Pauline Fondevila
- Marcel Gascoin
- Shane Haddad
- Raimond Lecourt
- Charles Lhuillier
- Aylin Manço
- Agnès Maupré
- Gaston Prunier
- René de Saint-Delis